# 山内清男
山内 清男（やまのうち すがお、1902年1月2日 - 1970年8月29日）は、日本の考古学者。学位は、文学博士。東京大学講師。成城大学教授。
日本の考古学研究においてもっとも功績のあった考古学者の一人。佐藤達夫は「縄文学の父」とよんだ（ただし、この表現は佐原真による翻案。佐藤は山内について、縄文に限定せず「この学問（日本先史考古学）の父」と評価している）。型式学的研究法および層位学的研究法を応用した土器の年代決定を本格的に用いて、縄文土器の全国的な編年網を初めて作り上げた。また、縄文土器の器面（表面）に施されることが多い「縄文」について、植物繊維を紐（縄）状に縒ったもの（縄文原体）を転がして付けていることを実験によって明らかにした。なお、山内自身は、自身の研究において「縄文」ではなく「縄紋」の文字を終生用いた。

## 来歴

### 出生から中学まで
1902年1月2日、東京府東京市下谷区谷中清水町で国文学者で国語教師でもある山内素行の長男として生まれた。名前の｢清男｣は記紀においてスサノオがヤマタノオロチを倒した時の言葉「吾が心清清し（すがすがし）」に基づく。1908年（明治41年）に栃木県尋常師範学校付属小学校に入学する。1910年（明治43年）、父素行が職を辞し東京に戻る。それにともなって清男は、早稲田尋常小学校に転校する。その時の同級生に田中美知太郎（後の哲学者、京都大学教授）がおり、以降終生の友人として接することになる。1914年（大正3年）、清男は父の勤務先でもある早稲田中学校に入学する。
同じ1915年、丘浅次郎の『進化論講話』を読み進化論に興味を持った清男は、「翻訳よりも安い」という理由で『種の起源』の原著を購入し、田中らと回し読みを始める。同時に、新ラマルク説、メンデルの遺伝説、コンクリンの『遺伝と境遇』を読み、進化論への興味を発展させる。1917年、堀之内貝塚で縄文土器を採集し、初めて考古学に接する。1918年になると、当時の流行思想であったマルクス主義、無政府主義、労働組合に興味を持ち、岡田宗司と共に『資本論』『フランスにおける内乱』、クロポトキンの『相互扶助』などの洋書を読んでいる。しかしこれらに対して山内は批判的で、特に『相互扶助』については「生物学的に無価値だ」とまで言い切っている。9月には、谷川磐雄（後の大場磐雄）と出会い、12月に人類学者である鳥居龍蔵の元を訪れている。以後、山内は鳥居を師として人類学・考古学の研究を続けることになる。

### 東京帝国大学人類学教室
1919年に鳥居の勧めで東京帝国大学理学部人類学科選科に進学。この時、「旧制高等学校から大学に進学する」という当時の常道から外れた進学をしたため、家族、特に父との関係は悪くなっていった。選科では、形質人類学に興味を持ち、東京人類学会に入会している。考古学的な調査では、1921年に鳥居が主導して行なわれた堀之内貝塚の発掘調査や、一年後輩の八幡一郎、宇佐美定憲とともに松戸方面へ採集旅行に赴き上本郷貝塚を発見し、翌1922年、大里雄吉とともにX地点を発掘調査した。1922年3月、清男は人類学科選科を修了した。この頃清男は、ヒトの遺伝を専攻しようと考え、東京帝国大学人類学教室と自宅を往復しつつ、人類学と先史学を研究した。そして1923年、初の研究論文である「諏訪郡住民の人類学I―大正十一年度諏訪郡壮丁の人類学的研究（諏訪郡住民の人類学）」『信濃教育』第440号（平沼大三郎と共著）を発表した。またこの頃1922年、清男は志願して1年間入営するが、大半を衛戍病院で過ごして除隊している。

### 社会主義と山内
山内は東京帝国大学人類学教室にいた1920年代前半に、社会主義運動にも参加している。1920年から1924年にかけて回覧雑誌『鐘』を発行して社会主義研究をしているほか、第1回と第2回のメーデーにも参加している。また、大杉栄の北風会の会合にも参加していたが、これらの活動が当局に目をつけられることになり、鹿児島の曽祖母の下への逃亡し鍾乳洞へ潜伏したりしている。いずれにしても、これらの経験は、生来の気質と相俟って清男に権力や権威に対する敵愾心を育て、その後の研究にも大きな影響を与えることになった。

### 東北帝国大学医学部と先史考古学会
1924年8月、清男は父素行の友人からの斡旋で東北帝国大学医学部解剖学教室の副手になったが、教室を主宰する教授の長谷部言人と対立し、1925年頃には、職を辞するつもりで上京するが、尊敬する小金井良精らの取りなしによって仙台に戻る。この出来事は、山内が当初行ないたかった形質学的研究に関して、長谷部がそれを山内の業務として認めず、山内に考古学的な研究を行なわせようとしたためだという。そのことが官憲による権威主義に反発する山内の心情を害したと考えられている。1924年、山内は八幡一郎、松村瞭などと共に小川貝塚・三貫地貝塚（福島県新地町）を調査したが、同じ頃、仙台でモンテリウス著『考古学研究法』を原著で読み地層累重の法則を知ったほか、東北帝国大学教授松本彦七郎の層位学的研究法に興味を持ち、小川貝塚の調査を終えた後、八幡とともに仙台の松本彦七郎を訪れている。山内は、この時の小川貝塚の実地調査で層位研究による編年に自信を持ったとされている。
その後、毎年のように東北地方各地の貝塚を発掘調査し、縄文土器の資料操作や層位的な所見に基づいた研究成果を蓄積していった。山内は1932年から1933年に、その成果を「日本遠古之文化」として雑誌『ドルメン』誌上に発表した。一方、1933年に東北帝国大学医学部を依願解職し、仙台と東京を行き来する生活となる。一時期、｢パピルス書院｣という文具店を経営し、日本で最初の横書き原稿用紙を製造・販売していたが、これもすぐに閉鎖して、以降どの研究機関にも属さない研究生活を送ることになる。1924年11月には、原始文化研究会を創立して、月例会を主催するようになる。この頃になると、山内や八幡一郎、そして甲野勇ら鳥居龍蔵の弟子達（いわゆる「編年学派」、「三羽烏」）による土器の編年に基づいた相対年代の決定は、特に大山柏が主催する大山史前学研究所や、山内らよりも下の世代の考古学徒のなかで支持を得始めていたが、これより上の世代には不審の目を持って受け取られていた。そうしたなか記紀の記述に基づき常識による「常識考古学」を主張する喜田貞吉との間に意見の相違が生じ、その衝突は1936年のミネルヴァ論争で最高潮を迎えることになる。

### 縄文土器編年と『日本先史土器図譜』の刊行
1937年1月、原始文化研究会を先史考古学会に改称し、雑誌『先史考古学』の発刊を始める。その創刊号で、山内は自らの理論を「縄紋土器型式の細別と大別」で提示し、当時日本各地で判明していた縄文土器型式の編年的な位置付けについて「縄紋土器型式の大別〔と細別〕編年表」として発表した。当時、記紀の記述あるいは縄紋土器の内部に０宋銭が包含されていた事例などを根拠に、東日本（特に東北地方）では石器時代が西日本の鎌倉時代まで続いていたという主張があった中で、東北地方に分布する大洞式土器（一般には亀ヶ岡式として知られる）と、それよりも西に分布する縄文土器の共伴関係などを追跡することで、縄文時代は全国的にほぼ同じ時期に終末を迎えるとした山内の研究は、当時の考古学界に大きな衝撃を与えた。
さらに山内は、全国の土器編年をより確実なものにするために、それまで古今伝授的に供覧していた型式の基準となる土器（標式、標本）の写真を一般にも公表することを考え、1939年7月から『日本先史土器図譜 第一部・関東地方』の刊行を開始した。第一部は第1輯「十王台式」（これは弥生土器である）から1941年8月刊行の第12輯「子母口式」まで続けられた。山内は『第二部・東北地方』の刊行準備を進めていたが、準備中に印刷所が企業整理・鉄材回収で閉鎖され、さらに仙台に疎開している間に1945年5月の空襲で写真乾板(大半が未発表)を預けていた夫人の実家（小石川）、土器を保管していた芹沢長介宅・大山史前学研究所（渋谷区）が全焼してしまい、以降の刊行は不可能になってしまった。

### 縄文原体研究と炭素14年代測定法の批判
1946年、民族研究所の調査のため満蒙・北支方面で調査中、江上波夫らとともに安東で終戦を迎え、帰国が困難となった八幡一郎に代わり、山内は東京帝国大学理学部人類学教室非常勤講師になり、翌年には委託講師となった。戦後になって、山内は戦前から温めていた縄文原体の研究をまとめ始めた。そして縄文原体をはじめとする縄文の総合的研究は1962年3月31日、「日本先史土器の縄紋」として京都大学に提出された。この論文により山内は京都大学より文学博士の学位を授与され、同日、東大を停年退官。4月成城大学文芸学部教授に就任した。
一方で、山内は縄文時代の始まりについて、ヨーロッパの土器年代や石器の年代から約3,000年前としていたが、戦後になって夏島貝塚の縄文時代早期の包含層の炭素14年代測定が行なわれたところ、約9,500年前という結果がでた。これに反発した山内は「縄紋草創期の諸問題」のなかで型式が増加しすぎた縄文時代早期を縄文時代草創期と縄文時代早期に分けた上で、草創期の年代を約4,500年前と主張し、炭素14年代測定法による年代観を、「極端な年代のインフレーション」「アメリカ帝国主義の崇拝」「八紘一宇思想」（「画竜点睛の弁」より）などと痛烈に批判した。しかし、山内が反論に用いた大陸の遺物の年代が不明瞭であり、また山内の石器の認定法に問題があったため、支持されることなく、芹沢らの炭素14年代測定法による年代測定が主流となっていった。
1970年8月29日、糖尿病に伴う肺炎で逝去。68歳の生涯を閉じた。

## 功績

### 縄文土器編年の作成
多くの遺跡の発掘調査および型式学的研究に裏打ちされた的確な視点により、日本全国の縄文土器型式編年を初めて作成し、「縄紋土器の細別と大別」として発表した。縄文土器の型式には型式の標準資料となる土器がはじめに、あるいは多く出土した遺跡の名称を採ってたとえば「大木式」（標式遺跡は、大木囲貝塚）などと名称を付けるが、特に関東から東北地方の多くの型式名は山内が調査に関係した遺跡の名称から採られている。

### 縄文原体の解明
土器型式による編年と並んで山内の偉大な業績のひとつに挙げられるのが、「縄文原体」を解明したことである。縄文原体とは、「縄文土器」の名称の由来にもなった「縄文」を施す道具（植物繊維を縒った物、縄）のことである。それまでの研究者の説では、「縄文」について筵を押し付けたものであるとか縄を押し付けたものであるなど様々な説があったが、いずれも観察による推測にとどまっていた。山内は紙縒りで様々な縒り方の紐を作り、それを実際に粘土の上で転がしたり押し付けたりすることで、多くのバリエーションを持つ「縄文」が生じることを解明した。

### 弥生文化における農耕の解明
当時はトムセンの三時代区分法によって、原始時代は石器時代・青銅器時代・鉄器時代に分類されており、農耕が始まったのは青銅器時代からであり、石器時代に農耕が行なわれていなかったというのが定説であった。山内は、東北地方の土器を収集する過程で、縄文土器の特徴を持つ弥生土器の底部に籾の痕が残っているのを発見し、1925年に「石器時代にも稲あり」として発表した。1934年には「稲の刈り方」を発表して、中国でのアンダーソンの農耕具研究を参考に、当時からイヌイットの肉切包丁に類似することから石包丁と呼ばれていた石器に、鎌としての可能性を指摘して、その際にどのような使用法が考えられるかを提示した。さらに、1936年には「磨製石刃石斧の意義」を発表し、弥生土器に伴う磨製石斧が斧ではなく、土掘具ではないかと指摘した上で、弥生文化における農耕は道具と共に伝播したものだと主張した。翌1937年、山内は「日本に於ける農耕の起源」を発表して、縄文土器に伴う打製石斧や弥生土器に伴う磨製石斧は鍬とする一方で、弥生時代における農耕は縄文時代における女性の採集活動の延長に過ぎず、その規模はアイヌや台湾原住民におけるHackbau程度であり、灌漑が伴う本格的な農耕が始まるのは古墳時代以降だと主張した。これは、当時森本六爾が山内に影響されて自らの主催する雑誌『考古学』上で農耕特集を連発し、弥生文化にも農耕があったと主張する中で、山内のプライオリティーを無視していたからだとも言われている。

### 縄文時代開始年代の解明
山内は縄文時代の始まりについて、従来から縄文時代の年代を一つの「期」を50年として、50X6=300年として、弥生時代の始まりを紀元前700年頃とした上で、縄文時代の始まりを約3000年前としていた。その後、「矢柄研磨器について」の中で、欧州やシベリア、北朝鮮から出土した矢柄研磨器の年代を紀元前2500年前から紀元前1500年前とした上で、こうした矢柄研磨器が日本各地の縄文時代草創期から早期の遺跡から出土することから、縄文時代の始まりを紀元前2500年前に修正し、そうすると縄文時代早期後半から前期前半の縄文海進がリトリナ海進に一致することを主張した。
その後、芹沢長介は山内の反論について、シベリアではイサコヴォ期（完新世初頭から新石器時代初頭）までの約4000年の資料が少なく不明瞭であり、中国でも周口店上洞文化から彩文文化までの研究が未発達であることを指摘して、大陸の矢柄研磨器の年代が縄文時代の年代決定の根拠にならないと批判した。また、山内が「矢柄研磨器」とした溝のある砥石についても、その後の研究の進展で1万年前に及ぶものがあることが指摘され、また日本においても矢柄研磨器が旧石器時代から弥生時代に広く存在し、しかも山内が「矢柄研磨器」とした砥石の大半が2個一組で出土したわけではなく、水平面に溝があるだけで矢柄研磨器とみなしていることを批判する論考も見られる。

### 「サケ・マス論」の提唱
サケ・マス論は、山内が提唱した縄文時代の生業の一形態である。山内は、アメリカのカリフォルニア沿岸のインディアンに、ドングリとマスを貯蔵して生活する集団がいることに注目し、1947年頃から、東日本と西日本のサケ・マス類の漁獲量の違いを根拠に、西日本においてはドングリによる生業しか成り立たず、一方の東日本にはドングリに加えてサケ・マスを漁獲して保存することができたために、食料に余裕が発生したと主張して、東日本の縄文時代の遺跡が西日本よりも格段に多い理由をサケ・マス論に求めた。その根拠として、近世までアイヌが河川でのサケ漁を行なっていたことを挙げ、また貝塚からのサケ骨の出土量が少ないのは、骨ごと粉末にする保存法があったからだとした。
このサケ・マス論は当時学会で話題を呼び、民俗例や漁獲統計からの積極的な肯定や、サケ骨の出土や粉末保存の例の欠如からの否定が交錯した。さらに、山内は「東日本」としか述べていないにもかかわらず、縄文晩期や円筒土器文化圏という地域の限定も発生した。その後も、東日本は針葉樹林帯であり、照葉樹林帯が中心のドングリ生業が成り立たず「非実証的」という批判がある一方で、動物考古学の観点や欧米漁労民の例から、燻製などの特殊な保存法なら魚骨の欠如は説明できるといった肯定論があり、現在でも明確な結論は出ていない。

## 主な著作
あまりにも膨大な量になるため、ここでは主要なものをカテゴリ別に示した。題名の旧字体は全て新字体に直した。斜字になっている論文は佐藤達夫編『山内清男集』に転載された論文である。
これらの論文は、未発表のものを含めて『日本先史土器図譜』『日本先史土器の縄紋』『先史考古学論集（一）』『先史考古学論集（二）』（いずれも示人社 1997）に再録されている。
縄文土器の編年
- 「下総上本郷貝塚」 『人類学雑誌』第43巻第10号 東京人類学会 1928年
- 「関東北に於ける繊維土器」 『史前学雑誌』第1巻第2号 史前学研究所 1929年
- 「繊維土器について―追加一~三」 『史前学雑誌』第1巻第3号・第2巻第1号・第2巻第3号 史前学研究所 1929年~1930年
- 「日本遠古之文化（1）~（6）」 『ドルメン』第1巻第4号~第2巻第2号 岡書院 1932~1933年
- 「縄紋土器型式の大別と細別」 『先史考古学』第1巻第1号 先史考古学会 1938年
- 『日本先史土器図譜・第一部―関東地方・第一輯~第十輯』 1939年~1941年

縄文時代の年代
- 「所謂亀ヶ岡式土器の分布と縄紋式土器の終末」 『考古学』第1巻第3号 東京考古学会 1930年
- ミネルヴァ論争関連
  - 「日本考古学の秩序」 『ミネルヴァ』4 翰林書房 1936年
  - 「考古学の正道 -喜田博士に呈す-」 『ミネルヴァ』6・7 翰林書房 1936年
- 「真福寺貝塚の再吟味」 『ドルメン』第3巻第12号 岡書院 1934年
- 「縄紋時代の古さ」 『科学読売』第12巻第13号 讀賣新聞社 1962年
- 「緒言」「日本先史時代解説」「縄紋式土器・総論」「図版解説」 『縄紋式土器』日本原始美術・第1巻 講談社 1964年
- 「画竜点晴の弁（上）~（下）」 『成城大学新聞』84~86号 成城大学 1966年
- 「洞穴遺跡の年代」 日本考古学協会洞穴遺跡調査特別委員会編 『日本の洞穴遺跡』 平凡社 1967年
- 「矢柄研磨器について」 金関丈夫先生古希記念委員会編 『日本民族と南方文化』 平凡社 1968年
- 「縄紋土器の改定年代と海進の時期について」 『古代』48号 早稲田大学考古学会 1968年
- 「縄紋草創期の諸問題」 『MUSEUM』224 東京国立博物館 1969年

縄文施文技法
- 「斜行縄文に関する二三の観察」『史前学雑誌』第2巻第3号 史前学会 1930年
- 「縄紋土器の技法」「図版解説」 『世界陶磁全集 第一巻』 河出書房 1958年
- 「縄文時代研究の現段階」 『日本と世界の歴史 第1巻』 学習研究社 1968年

弥生文化研究
- 「石器時代土器底面に於ける稲籾の圧痕」
- 山内清男、「石器時代にも稻あり」『人類學雜誌』 1925年 40巻 5号 p.181-184, doi:10.1537/ase1911.40.181, 日本人類学会
- 山内清男、「磨製片刄石斧の意義」『人類學雜誌』 1932年 47巻 7号 p.244-251, doi:10.1537/ase1911.47.244, 日本人類学会
- 「稲の刈り方」 『ドルメン』第3巻第2号 岡書院 1934年
- 「石包丁の意義」 『ドルメン』第3巻第11号 岡書院 1934年
- 「日本に於ける農業の起源」 『歴史公論』第6巻第1号 雄山閣 1937年

学史研究
- 「鳥居博士と日本石器時代研究」『学鐙』第50巻第2号 丸善株式会社 1953年
- 「故鳥居龍蔵先生著作目録」『人類学雑誌』第63巻第3号 1954年
- 「縄紋式研究史における茨城県遺跡の役割」『茨城県史研究』第4号 茨城県史編さん委員会 1966年
- 「鳥居博士と明治考古学秘史」『鳥居龍藏博士の思い出』徳島県立鳥居記念博物館 1970年

人類学研究
- （平沼大三郎と共著）「大正十一年度諏訪郡壯丁の人類學的研究（諏訪郡住民の人類学）」『信濃教育』第440号 信濃教育会 1923年
- 「旋毛」『ドルメン』第1巻第2号 岡書院 1932年
- 「石器時代人の寿命」『ミネルヴァ』第1巻第2号 翰林書房 1936年
- 「先史時代に於ける抜歯風習の系統」『先史考古学』第1巻第2号 1937年